# Université Sœur-Ursule-Benincasa
L'université Sœur-Ursule-Benincasa (en italien : Università degli studi Suor Orsola Benincasa) est une université privée catholique italienne située à Naples. Elle se trouve dans le complexe monastique fondé à la fin du XVIe siècle par la religieuse napolitaine Ursule Benincasa (en italien : Orsola Benincasa ).

## Organisation
L'établissement est composé de huit facultés :
- Éducation
- Droit
- Lettres
- Économie
- Archéologie
- Histoire de l'art
- Psychologie
- Sciences sociales